# Robert Swinhoe
Robert Swinhoe FRS FZS FRGS (Calcutá, 1 de setembro de 1836 — Londres, 28 de outubro de 1877) foi um diplomata e naturalista britânico. Devido à sua importância no mundo da biologia, ele nomeou ou emprestou seu apelido a muitas espécies de aves e mamíferos de Taiwan.

## Biografia
Nascido em Calcutá em 1º de setembro de 1836, Swinhoe ingressou no King's College, em Londres, em 1853. No entanto, no primeiro ano de universidade de Swinhoe, ainda com apenas 18 anos, ele foi recrutado para o corpo consular da China pelo Ministério das Relações Exteriores e Colonial Britânico e enviado para a nova colônia de Hong Kong como intérprete temporário no Serviço Exterior Britânico.
Em 1855, foi transferido para o Consulado Britânico em Amoy e, posteriormente, promovido a Segundo Assistente em 1856. Enquanto estava em Amoy (Xiamen), fundou a efêmera, mas ativa, Sociedade Científica de Amoy, apresentando um importante artigo sobre a zoologia da região.
Visitou a ilha Formosa pela primeira vez em 1856, quando coletou espécimes de animais na região de Hsinchu. Em 12 de dezembro de 1860, Swinhoe foi nomeado vice-cônsul britânico em Formosa, tornando-se o primeiro diplomata do Reino Unido na ilha. No início de 1864, Swinhoe transferiu o consulado britânico de Tamsui para Tainan, e o vice-consulado para Kaohsiung (então conhecido como Takow), e este último foi promovido a consulado no ano seguinte.
Ele foi o primeiro em Taiwan a coletar espécimes de animais e plantas. Utilizou o sistema internacionalmente reconhecido de "nomenclatura binomial" para classificar espécies, deixando uma marca significativa no campo da biologia em Taiwan.
O próprio Swinhoe e outros que estudaram os espécimes que ele coletou nomearam cientificamente 227 espécies de aves encontradas em Taiwan - incluindo o agora protegido faisão de Swinhoe, quase 40 espécies de mamíferos, 246 espécies de plantas, mais de 200 espécies de caracóis terrestres e moluscos de água doce, e mais de 400 espécies de insetos. Havia também répteis, peixes, invertebrados e assim por diante. Ele foi um gigante da zoologia em Taiwan e um pioneiro no estudo da história natural, mostrando a biodiversidade da ilha ao mundo. Durante sua vida, publicou pelo menos 52 artigos sobre Taiwan.
Também promoveu a exportação de chá oolong de Taiwan para os Estados Unidos.
Em maio 1862, enfraquecido, foi obrigado a retornar temporariamente a Londres, onde foi eleito membro da Sociedade Zoológica em reconhecimento à sua preeminência neste campo. Naquele ano, casou com Christina. Christina Stronach era filha do missionário Alexander Stronach, de Fucheu, China. Acredita-se que tiveram seis filhos, incluindo Robert A. Swinhoe, que foi tenor e, posteriormente, gerente de palco da Companhia de Ópera D'Oyly Carte. Christina sobreviveu a Swinhoe após sua morte prematura e faleceu em Brighton em 1914.
Em 1865, Swinhoe havia sido promovido a Cônsul e em maio do ano seguinte foi nomeado como Cônsul de Sua Majestade em Amoy, fazendo apenas uma breve visita a Takao, pela qual permaneceu responsável, em janeiro de 1869, após a qual deixaria a ilha para sempre. Após um período de 18 meses em Londres, durante o qual publicou diversos artigos, foi nomeado Cônsul Interino em Ning-po em maio de 1871 e retornou à China.
Swinhoe, enfraquecido por um provável derrame, foi brevemente designado para Chefoo (Yantai) em 1873. No entanto, em novembro de 1873, Robert e Christina Swinhoe deixaram a China para sempre, saindo de Xangai, para viver em Londres. Em 1876, foi eleito membro da Royal Society, uma honra concedida em reconhecimento à sua sólida experiência em zoologia. Em 28 de outubro de 1877, faleceu, com apenas 41 anos.